# Repartida
Repartida, também conhecida como ovelha surrão, devida a pelagem repartida entre claro e escuro que possui dando aspecto de "suja", é uma raça de cabra surgida na região nordeste do Brasil.

## História
Desde o descobrimento do Brasil, os portugueses trouxeram diversos tipos de cabra ao país, muitas foram deixadas principalmente no nordeste onde tiveram que se adaptar e sobreviver, desenvolvendo-se por séculos, resultando nos animais atuais. Surgiu no Vale do Gurgueia no Piauí.

## Características
A raça é de aptidão para carne e couro. É uma raça muito rústica, reduzindo bastante os custos de criação. Por ter se desenvolvido no semiárido nordestino, se adapta bem a regiões de muito calor e a digestão de vegetação natural do bioma dos cerrados e da catinga quando criada em regime extensivo. Tem grande importância econômica e nutricional no semi-árido nordestino, porém a cabra está desaparecendo por não haver um programa de conservação da mesma, com alguns criadores reproduzindo os animais da raça e aprimorando suas características na tentativa de dar a elas aproveitamento econômico e social.
São animais pequenos cujo peso é de 36 quilos em média, mas se encontram animais bem mais pesados.

## Distribuição do plantel
A grande maioria dos animais estão concentrados no nordeste brasileiro.